# Limusaure
El limusaure (Limusaurus) és un gènere de dinosaure teròpode herbívor sense dents del Juràssic (Oxfordià) que es trobà a la formació Shishugou a Zungària, a l'oest de la Xina. Limusaurus també és el primer ceratosaure conegut amb certesa de l'Àsia de l'est, incloent la Xina. El descobriment del limosaure també suggereix que hi podria haver hagut una connexió entre Àsia i molts altres continents permetent l'intercanvi de fauna.
L'espècie tipus és L. inextricabilis.